# Мори, Мамору
Мамо́ру ‘Марк’ Мо́ри (яп. 毛利 衛 Мо:ри Мамору, род. 29 января 1948) — первый профессиональный японский астронавт, доктор наук по химии; выполнил два полёта на космическом челноке «Индевор» (1992, 2000).

## Биография
Родился 29 января 1948 года в посёлке Йоити на острове Хоккайдо. Там же окончил среднюю школу в 1966 году. Продолжил обучение в Университете Хоккайдо, где в 1970 году стал бакалавром наук по химии, а в 1972 — магистром. В 1976 году Мамору Мори защитил докторскую диссертацию по химии в Южно-Австралийском университете Флиндерса.
В 1975—1985 годах М. Мори занимал должность адъюнкт-профессора в Университете Хоккайдо, работая в области ядерной физики.

### Космическая подготовка
20 июня 1985 года Мамору Мори был отобран среди трёх японских кандидатов в астронавты первого набора Национального агентства по использованию космоса NASDA. Получил назначение в основной экипаж шаттла для полёта по японской научной программе Spacelab J. Старт корабля планировался на 1988 год, но из-за катастрофы «Челленджера» он был перенесён.
В 1990 году М. Мори был заново назначен в экипаж по той же самой программе, но на этот раз на новый корабль «Индевор», в качестве специалиста по полезной нагрузке. Получив назначение, он приступил к космической подготовке в Центре им. Джонсона (Хьюстон).

## Космические полёты

### Первый полёт на «Индеворе» (STS-47)
Свой первый полёт 44-летний Мамору Мори совершил 12—20 сентября 1992 года на космическом корабле «Индевор» (STS-47) в качестве специалиста по полезной нагрузке. Это был первый американо-японский полёт, а также первый полёт в космос профессионального японского астронавта (двумя годами ранее в космосе побывал японский тележурналист Тоёхиро Акияма). Экипаж шаттла, состоявший из 7 человек, выполнил серию научных экспериментов в орбитальном модуле Spacelab J, большая часть которых была оплачена японской стороной. Мамору Мори принимал деятельное участие в выполнении опытов в области микрогравитации материалов и медико-биологических экспериментов. Продолжительность первого полёта составила 7 суток 22 ч 30 мин 23 с.

### Межполётная деятельность
В октябре 1992 года М. Мори был назначен руководителем отряда астронавтов NASDA в космическом центре в Цукубе.
В 1996—1998 годах прошёл курс подготовки в Центре имени Джонсона совместно с американским астронавтами НАСА 16-го набора, после чего получил квалификацию специалиста полёта. 26 августа 1998 года получил назначение в новый экипаж.

### Второй полёт на «Индеворе» (STS-99)
Второй полёт на шаттле «Индевор» (STS-99) Мамору Мори совершил в возрасте 52 лет 11—22 февраля 2000 года в качестве специалиста полёта. Основной задачей международного экипажа, в который входил также немецкий астронавт, была радиолокационая топографическая съёмка земной поверхности. Продолжительность полёта составила 11 суток 5 ч 39 мин 41 с.
Суммарная продолжительность двух космических полётов М. Мори составила 19 суток 4 ч 10 мин 4 с.
Статистика
| # | Стартовый корабль | Старт, UTC        | Экспедиция | Корабль посадки | Посадка, UTC      | Налёт                      | Выходы в открытый космос | Время в открытом космосе |
| - | ----------------- | ----------------- | ---------- | --------------- | ----------------- | -------------------------- | ------------------------ | ------------------------ |
| 1 | Индевор STS-47    | 12.09.1992, 14:23 | STS-47     | Индевор STS-47  | 20.09.1992, 12:53 | 07 суток 22 часа 30 минут  | 0                        | 0                        |
| 2 | Индевор STS-99    | 11.02.2000, 17:43 | STS-99     | Индевор STS-99  | 22.02.2000, 23:22 | 11 суток 05 часов 38 минут | 0                        | 0                        |
|   |                   |                   |            |                 |                   | 19 суток 04 часа 08 минут  | 0                        | 0                        |

## После стартов
После выполнения своего второго полёта Мамору Мори был назначен в отделение полезной нагрузки и обитаемых модулей отдела астронавтов НАСА, в котором он занимался вопросами, касающимися японского орбитального модуля «Кибо» и его интеграции в Международную космическую станцию.
С 2007 года М. Мори является исполнительным директором расположенного в Токио Национального музея развития науки и инноваций Miraikan.

## Семья
Жена — Акико Нака, в браке трое сыновей.

## Увлечения
Лыжи, теннис, подводное плавание, бейсбол, катание на коньках, сквош, аэробика, посещение музеев искусств, полёты.